# Ana Albornoz Cuevas
Ana Albornoz Cuevas (10 de enero de 1982) es abogada y una política chilena. Fue la primera alcaldesa de Santa Juana. Es miembro de la Asociación Nacional de Mujeres Rurales e Indígenas, abogada del Sindicato de Trabajadoras de Casa Particular. Actualmente es candidata independiente a la diputación por el distrito 20. 

## Biografía
Nacida en el Hospital de Santa Juana, es hija de profesores rurales, proviene de una familia campesina de los sectores de Chacay y Tanahuillín. 
Durante su infancia, vivió en contextos de extrema ruralidad, lo que marcó su visión social y compromiso con las comunidades más apartadas. Cursó sus estudios básicos en la Escuela Rural G-717 de Cuaramávida y luego continuó su enseñanza media en el Liceo C-48 Nueva Zonal Día de Santa Juana. 

## Carrera política
Ana Albornoz Cuevas inició su trayectoria política y social desde temprana edad, vinculada al activismo estudiantil y territorial. Durante su vida profesional, ha formado parte de diversos espacios de representación y acción política a nivel regional y nacional.
Fue una de las dos mujeres integrantes de la Organización Comunista Libertaria (OCL), espacio de articulación política en la región del Biobío, y única mujer en la directiva de una organización plurisindical constituida durante el estallido social de 2019.
Posteriormente, fue candidata a consejera regional, y asumió relevantes responsabilidades políticas como jefa de campaña de Beatriz Sánchez en la región del Biobío durante la elección presidencial de 2017. En la campaña presidencial de 2021, cumplió el mismo rol como jefa regional de campaña de Gabriel Boric, quien resultó electo Presidente de la República.
En 2021, protagonizó un hito histórico al convertirse en la primera mujer en ser electa alcaldesa de Santa Juana, en los 395 años de historia de la comuna.
Su gestión como alcaldesa ha estado marcada por el impulso de políticas sociales con enfoque de género, la descentralización de la gestión municipal, y la reconstrucción comunitaria tras emergencias como los incendios forestales que han afectado a la comuna que la hicieron cobrar relevancia nacional.